# Narashino
Narashino-shi, Chiba, Japão (習志野市; -shi) é uma cidade japonesa localizada na província de Chiba.
Em 2003 a cidade tinha uma população estimada em 157 472 habitantes e uma densidade populacional de 7 502,24 h/km². Tem uma área total de 20,99 km².
Recebeu o estatuto de cidade a 1 de Agosto de 1954.
Narashino alberga a Yatsu Higata (谷津干潟), uma região pantanosa protegida devido ao pouso de aves migratórias. Nos meses de Primavera e Verão verifica-se, aí, um aumento acentuado da população de medusas e pequenos caranguejos.
A cidade é também conhecida pelo Yatsu Bara-en (谷津バラ園), um jardim dedicado exclusivamente a rosas. O jardim pertencia ao Yatsu Yu-en(谷津遊園), um parque de diversões gerido pelos Caminhos de Ferro eléctricos Keisei, que fechou em 1982. A cidade, então, comprou o jardim e tem-no mantido em condições de ser visitado.
Três linhas de caminho de ferro principais: a Linha principal de Sobu e a linha Keiyo (estatais, dos Caminhos de Ferro do Japão) e a linha Keisei (privada) gerem estações na cidade. A viagem até Tóquio a partir destas estações demora, em média e aproximadamente, uma hora.
Tuscaloosa, no Alabama, é cidade gémea de Narashino.